# Silene leptoclada
Silene leptoclada är en nejlikväxtart som beskrevs av Pierre Edmond Boissier. Silene leptoclada ingår i släktet glimmar, och familjen nejlikväxter. Inga underarter finns listade i Catalogue of Life.